# Bataille de Fiesole
Batailles
- Rome (404 av. J.-C.)
- Melpum (396 av. J.-C.)
- Allia (390 av. J.-C.)
- Rome (396 av. J.-C.)
- Rome (390 av. J.-C.)
- Rivière Anio (367 av. J.-C.)
- autariates (310 av. J.-C.)
- Clusium (295 av. J.-C.)
- Sentinum (295 av. J.-C.)
- Arretium (284 ou 283 av. J.-C.)
- Vadimon (283 av. J.-C.)
- Macédoine (279 av. J.-C.)
- Fiesole (225 av. J.-C.)
- Télamon (225 av. J.-C.)
- Clastidium (222 av. J.-C.)
- Crémone (200 av. J.-C.)
- Placentia (en) (194 av. J.-C.)
- Mutina (en) (193 av. J.-C.)

La bataille de Fiesole oppose en 225 av. J.-C. une armée romaine à une armée gauloise qui remporte la bataille.

## Histoire
En 225 av. J.-C., les Romains, alarmés par la menace gauloise croissante, mobilisent leurs troupes. Le consul Lucius Aemilius Papus positionne son armée principale à Ariminum pour surveiller la route côtière. Les Gaulois, désireux d'éviter la confrontation avec cette armée, avancent à travers les Apennins et entrent en Étrurie, arrivant jusqu'à Clusium où se trouve une autre armée romaine, commandée par un préteur. Les Gaulois, couverts par leur cavalerie, battent en retraite en direction de Fiesole où ils construisent des ouvrages défensifs. Les Romains poursuivent imprudemment leurs adversaires et tombent dans le piège, laissant 6 000 hommes sur le terrain avant de se replier et d'être sauvés d'une défaite plus cuisante par l'arrivée à la nuit tombée de l'armée de Lucius Aemilius Papus. Les Romains prennent leur revanche quelque temps plus tard à la bataille de Télamon.